# Serjania elegans
Serjania elegans är en kinesträdsväxtart som beskrevs av Jacques Cambessèdes. Serjania elegans ingår i släktet Serjania och familjen kinesträdsväxter. Inga underarter finns listade i Catalogue of Life.